# Le Justicier solitaire (film, 1956)
Pour les articles homonymes, voir Le Justicier solitaire.
Pour plus de détails, voir Fiche technique et Distribution.
Le Justicier solitaire (titre original : The Lone Ranger) est un film américain réalisé par Stuart Heisler, sorti en 1956.

## Synopsis
Lone Ranger et son fidèle compagnon Tonto essaient de contrecarrer les plans des deux communautés indiennes et blanches, afin d'éviter un affrontement. En effet, quelques incidents se produisent sur le territoire de la tribu de Red Hawk. Très vite, les deux amis découvrent que des Blancs se déguisent en Indiens afin de voler du bétail. Ceux-ci se trouvent être à la solde de Reece Kilgore, un propriétaire terrien, qui n'a qu'une ambition : faire que cette terre ne devienne jamais un Etat, afin de s'emparer de la Montagne Sacrée que les Indiens vénèrent, car celle-ci est une mine entièrement constituée d'argent.

## Fiche technique
- Titre : Le Justicier solitaire
- Titre original : The Lone Ranger
- Réalisation : Stuart Heisler
- Assistant-réalisateur : Robert Farfan
- Scénario : Herb Meadow, d'après les personnages de George W. Trendle
- Photographie : Edwin B. DuPar
- Montage : Clarence Kolster
- Musique : David Buttolph
- Direction artistique : Stanley Fleischer
- Décors : G.W. Bernsten
- Son : M.A. Merrick, Dave DePatie
- Producteur : Jack Wrather, Willis Goldbeck
- Société de production : Wrather Productions
- Société de distribution : Warner Bros. Pictures
- Pays de production :   États-Unis
- Langue de tournage : Anglais américain
- Tournage : août 1955-septembre 1955
- Format : Couleur (WarnerColor) — 35 mm — 1,85:1 — Son : Mono (RCA Sound Recording)
- Métrage : 2 365 mètres
- Genre : Film dramatique, Western
- Durée : 86 minutes (1 h 26)
- Dates de sortie : 
  - États-Unis : 13 janvier 1956 (Dallas, Texas, première) | 10 février 1956 (New York City, New York) | 25 février 1956 (sortie nationale)
  - France : 7 mai 1958
- Affiche : Bill Gold (États-Unis)

## Distribution
- Clayton Moore : Lone Ranger
- Jay Silverheels : Tonto
- Lyle Bettger : Reece Kilgore
- Bonita Granville : Welcome Kilgore
- Perry Lopez : Pete Ramirez
- Robert J. Wilke : Cassidy
- John Pickard : Sam Kimberley
- Beverly Washburn : Lila Kilgore
- Michael Ansara : Angry Horse
- Frank DeKova : Red Hawk
- Charles Meredith: le gouverneur
- Mickey Simpson
- Lane Chandler : Chip Walker

## Analyse
- Dans leur livre Trente ans de cinéma américain, Bertrand Tavernier et Jean-Pierre Coursodon écrivent à propos de ce film : « Heisler réussit à transformer ce médiocre argument en une œuvre féérique baroque, aux nombreuses prouesses techniques et aux couleurs flamboyantes, ponctuée par deux bagarres extraordinaires, filmées à la grue, et où le justicier masqué dynamitait avec conviction les racistes blancs et les indiens belliqueux[1]. »